# 55221 Ненсіноблітт
55221 Ненсіноблітт (55221 Nancynoblitt) — астероїд головного поясу, відкритий 11 вересня 2001 року.
Тіссеранів параметр щодо Юпітера — 3,056.